# یوزف سیگر-رونسکی
یوزف سیگر-رونسکی (انگلیسی: Jozef Cíger-Hronský؛ ۲۳ فوریه ۱۸۹۶ – ۱۳ ژوئیه ۱۹۶۰ (۶۴ سالگی)) نویسنده اهل کشور اسلواکی بود.